# Педру Коїмбрський
Пе́дру Кої́мбрський (порт. Pedro de Coimbra, 9 грудня 1392 — 20 травня 1449 — португальський інфант, герцог Коїмбрський (1415—1449). Регент Португалії (1439—1449). Представник Авіської династії. Народився у Лісабоні, Португалія. Другий син і третя дитина португальського короля Жуана I й англійської принцеси Філіппи Ланкастерської. Рідний брат португальського короля Дуарте, візеуського ерцога Енріке, бургундської герцогині Ізабели, португальського конетабля Жуана, авіського адміністратора Фернанду. Брав участь у завоюванні Сеути (1415), гуситських війнах на боці католиків. Отримав від імператора Сигізмунда маєтності в Тревізо, титулувався тревізьким герцогом (з 1422). Кавалер орденів Дракона та Підв'язки. Після смерті старшого брата-короля Дуарте переміг у політичній боротьбі з його дружиною Леонорою (1438). Став регентом при її сині, малолітньому королі Афонсу V (1439). Одружив останнього на своїй доньці Ізабелі (1447). Перманентно ворогував зі своїм зведеним братом, браганським герцогом Афонсу. Через його інтриги проголошений зрадником, ворогом корони. Загинув у битві при Алфарробейрі, б'ючись проти військ короля і браганського герцога (1449). Реабілітований стараннями своєї доньки-королеви (1455). Перепохований у Батальському монастирі. Прізвисько — інфа́нт-мандрівни́к (порт. Infante das Sete Partidas, «інфант семи подорожей», через часті поїздки за кордон).

## Біографія
Педру народився 9 грудня 1392 року в Лісабоні, Португалія. Він був третім сином і четвертою дитиною португальського короля Жуана I й англійської принцеси Філіппи Ланкастерської.
Здобув гарну та ґрунтовну освіту. У 1415 році супроводжував батька в завоюванні марокканського міста Сеути. Наступного дня після взяття міста Педру було посвячено у лицарі. Незабаром отримує титул герцога Коїмбрського.
У 1418 році розпочав подорожувати Європою. Спочатку опинився у Кастилії, де затоваришував з королем Хуаном II. Потім перебрався до Угорщини, де увійшов до почту угорського короля та імператора Священної Римської імперії Сигізмунда I Люксембурга. Звитяжив в імператорському війську проти османів, брав участь у хрестових походах проти гуситів в Богемії. За це у 1422 році отримав титул герцога Тревізо та став кавалером Ордену Дракона.
У 1424 році вирушив на Схід. Тут на о. Патмос познайомився з Мурадом II, султаном Османської імперії. Після цього побував у Константинополі, в Єгипті (Олександрії та Каїрі), Палестині.
Протягом 1424—1426 років мешкав при дворах короля Франції у Парижі, герцога Бургундії в Генті та Брюгге. 1427 року опинився при дворі свого двоюрідного брата — англійського короля Генріха VI з династії Ланкастер. Брав участь у протистоянні партії Глостера та Бофорта. За свої успішні дії стає кавалером Ордену Підв'язки. У 1428 році відвідує свої землі в Тревізо, Венеції, де купує книгу Марко Поло та його карти (надалі передав братові Енріке, герцогу Візеу). Того ж року зустрівся у Римі з папою римським Мартином V. Звідси через Барселону та Кастилію повернувся до Португалії. У 1429 році одружився з донькою Хайме II, графа Урхельського, родича королів Арагону.
З 1433 року допомагав братові Дуарте I в керуванні державою. У 1437 році виступав проти походу португальських військ на Танжер (зрештою похід зазнав поразки).
У 1438 році після смерті брата-короля Дуарте претендував на посаду регента при малолітньому Афонсо V. Втім регентккою стала удова Дуарте — Леонор Арагонська. 1439 року прихильники Педру Коїмбрського інспірували у Лісабоні заворушення, завдяки чому регентка зреклася влади, яку перебрав Педру.
Під час свого керування Педру Коїмбрський спирався на містян, підтримував міста проти аристократії, яку намагався приборкати. Прийняв жидівських торговців та банкірів, що вимушені були тікати з Наварри. Цим викликав спротив знаті на чолі з Афонсу, герцогом Браганса. Втім у 1443 році регента та Брагансу вдалося замирити.
Починаючи з 1448 року, король Афонсу V під впливом герцога Браганси намагається перебрати владу на себе, спираючись на аристократів. Зрештою конфлікт призводить до військових дій. Вирішальна битва відбулася 20 травня 1449 року біля села Алверка-ду-Рібетежу (відома як битва біля Алфарробейри), де герцог Коїмбрський зазнав поразки й загинув. До цього він припустився помилки, звернувшись за допомогою до Кастилії, чим відштовхнув від себе прихильність португальських міст.

## Творчість
Найзначущішим твором є праця «Доброчесне благодіяння» з 6 книг. Це своєрідна настанова, що личить робити державцю та лицарю. Складено літературною португальською мовою, дещо пишномовним стилем.
Також зробив декілька перекладів з латини праць Цицерона та Сенеки. З останнього більш знаний переклад твори «Про благодіяння».

## Родина
Дружина — Ізабелла (1409-1459), дочка урхельського графа Хайме II
Діти:
- Педру (1429—1466) — конетабль Португалії
- Жуан (1431—1457), титулярний князь Антіохії, одружений з Шарлоттою, королевою Кіпру
- Ізабела (1432—1455), дружина Афонсу V, короля Португалії
- Хайме (1434—1459). кардинал-архієпископ Лісабону
- Беатріс (1435—1462)
- Філіппа (1437—1493)

## У культурі
- Зображений на Пам'ятнику великим географічним відкриттям у Лісабоні.